# سيبوسيسو بابا
سيبوسيسو بابا (بالإنجليزية: Sibusiso Papa)‏ هو لاعب كرة قدم جنوب أفريقي في مركز الوسط، ولد في 6 أكتوبر 1987 في إيست لندن في جنوب أفريقيا، وتوفي في 2 فبراير 2014 بسبب حادث مرور. لعب مع ويتبانك سبورز ‏.

## وصلات خارجية
- سيبوسيسو بابا على موقع Soccerway.com (الإنجليزية)